# RT Rotocalco Televisivo
RT Rotocalco Televisivo è stato il primo rotocalco televisivo italiano.                                                                                                                                                                                                                                                                                                                                  

## Storia

### Dalla fondazione al 1968
«RT - Rotocalco Televisivo» fu lanciato da Enzo Biagi nel 1962. Infatti era la prima trasmissione basata sull'inchiesta giornalistica della televisione italiana. RT era trasmesso nel Secondo Programma (oggi Rai 2). Per la prima volta, Biagi fu anche conduttore in studio.
«Rotocalco Televisivo» fu uno dei primi programmi televisivi ad occuparsi di mafia: un servizio fu infatti registrato a Corleone da Gianni Bisiach e per la prima volta furono fatti i nomi dei feroci boss della Sicilia quali Salvatore Riina e Bernardo Provenzano. «Rotocalco Televisivo» diede nuovo impulso e coraggio, per i temi affrontati, a nuove trasmissioni di approfondimento giornalistico. Sul Programma Nazionale (oggi Rai 1) dal 20 gennaio 1963 andò in onda TvSette, in seconda serata alle ore 22.10. «Rotocalco Televisivo», nella sua prima serie (tra il 1962 e il 1968), fu invece trasmesso in prima serata al sabato e replicato il giorno dopo, la domenica pomeriggio. RT terminò nel 1968 con un'inchiesta I ragazzi di Arese (cittadina lombarda alle porte di Milano) per la regia di Gianni Serra in collaborazione con Giuseppe Gadda Conti.
I ragazzi di Arese
“I ragazzi di Arese” si ispirava ad un racconto di Anna Maria Ortese, pubblicato nel libro Silenzio a Milano. Come fu scritto, la Ortese “dà voce a chi, in quegli anni, era costretto al silenzio…”.
I “ragazzi” nominati nel titolo del documentario erano i circa 200 “ospiti” di un grande casermone, con un ampio cortile, prati, un campo di calcio, mensa, sala riunioni, spazi di assistenza e di lavoro. Questa struttura era un “riformatorio” gestito dai Salesiani, uno dei tanti sparsi in tutta Italia. Quelle che un tempo erano “celle”, nel seminterrato, erano diventate luoghi di lavoro, per esempio studi fotografici, di disegno. Il documentario documenta tutto questo, ma soprattutto la profonda tristezza e la malinconica infelicità di questi ragazzi senza famiglia: soprattutto meridionali, orfani, o abbandonati dalla madre, o responsabili di piccoli reati, dovuti, secondo le loro scarne parole, alla solitudine e alle conseguenti “cattive compagnie”. Il rimpianto di una “madre” è ricorrente. Il loro pessimismo per il futuro è totale. Senza una luce di speranza.
Il lunedì successivo alla messa in onda di questo documentario, la Rai ricevette la protesta dei Salesiani di tutta Italia. I Salesiani sostenevano che “I ragazzi di Arese” aveva diffamato un Centro Rieducativo modernissimo, perfettamente efficiente, da loro creato e organizzato per preparare al lavoro molti giovani bisognosi di aiuto, motivati e sereni. Fu premura della Rai preparare immediatamente e subito trasmettere un lungo documentario che tesseva le lodi del Centro di Arese e delle molteplici attività dei Salesiani.

### La riapparizione nel 2007
Nel 2007 RT venne riproposto in prima serata su Rai 3 per sette puntate, in onda dal 22 aprile all'11 giugno, in quella che fu l'ultima apparizione televisiva di Biagi, rientrato in RAI dopo cinque anni di assenza a seguito del cosiddetto editto bulgaro di Silvio Berlusconi, che nel 2002 l'aveva de facto estromesso (insieme a Michele Santoro e a Daniele Luttazzi) dal servizio pubblico radiotelevisivo. Biagi registrò le puntate in un locale della propria casa milanese, adattato a studio televisivo; inizialmente era previsto che il programma ripartisse nell'autunno successivo, ma a causa del peggioramento dello stato di salute del conduttore (poi scomparso il 6 novembre dello stesso anno) non se ne fece più nulla.
Redazione
La redazione dell'edizione del 2007 di RT Rotocalco Televisivo è stata composta dagli stessi elementi della redazione de Il Fatto, altra storica trasmissione televisiva dello stesso Biagi, con in più delle new entry.
- Loris Mazzetti
- Annarosa Macrì;
- Marta Busi;
- Walter Bellagente;
- Federica Morrone;
- Paola Nessi;
- Giuseppe Pardieri;
- Massimo Ravazzin;
- Claudia Turconi;
- Rosella Villa.
- Rosa Pavone;
- Paolo Aleotti;
- Nevio Casadio;
- Bice Biagi.